# August Johann Buxtorf

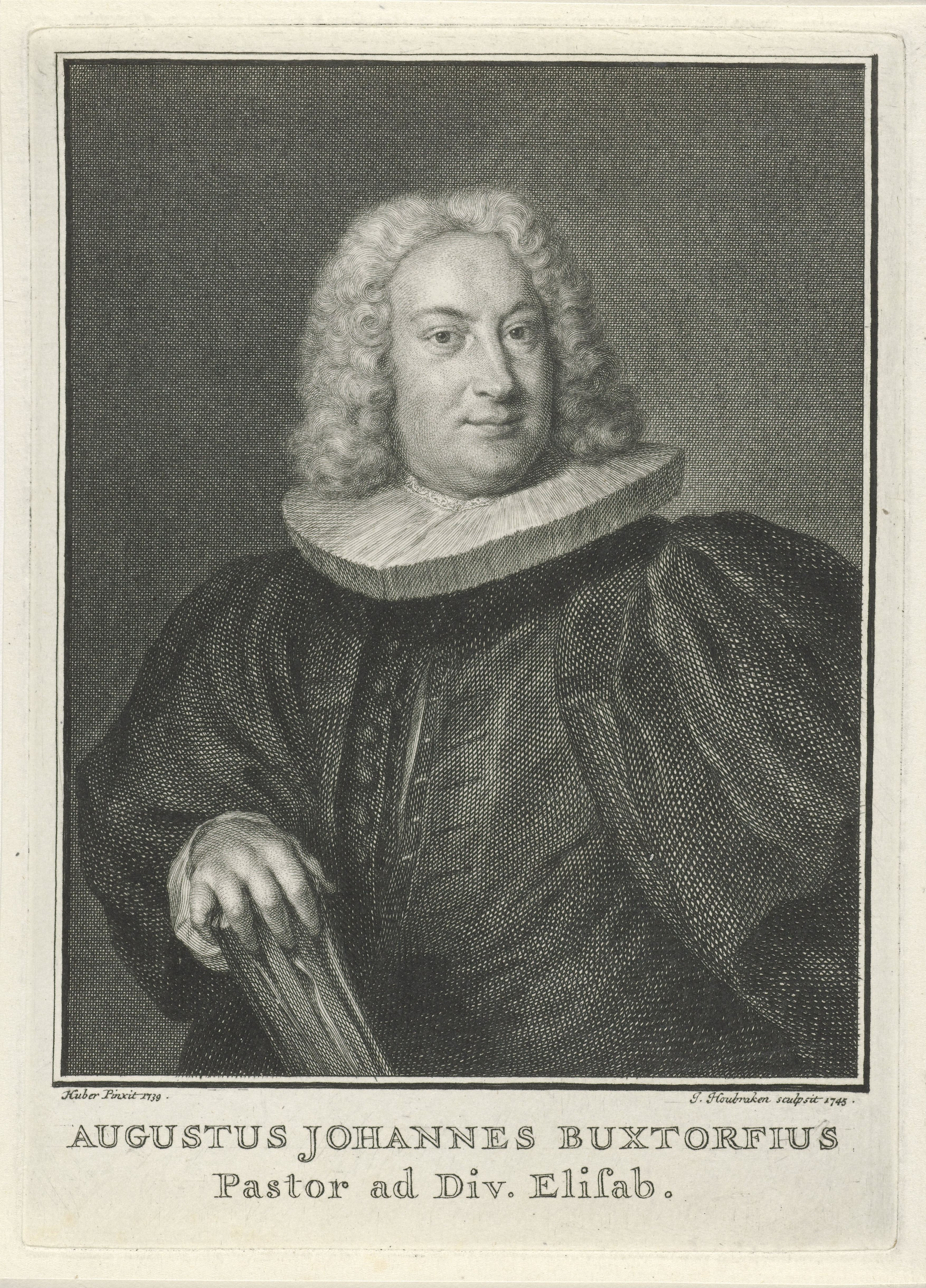
August Johann Buxtorf

August Johann Buxtorf (* 1696; † 1765) war ein Schweizer reformierter Theologe, Historiker und Autor.

## Leben
August Johann Buxtorf war der Sohn des Basler Orientalisten Johannes Buxtorf. Er studierte Evangelische Theologie und war als Professor für Theologie an der Universität Basel und als reformierter Pfarrer an drei Kirchgemeinden bei und in Basel tätig: Von 1731 bis 1737 in Pratteln, von 1737 bis 1746 an St. Elisabeth in Basel, und von 1746 bis zu seinem Tod 1765 als Oberpfarrer an St. Theodor in Kleinbasel. Er war Mitglied der Akademie der Schönen Wissenschaften in Marseille und einer der Mitarbeiter am Basler Neu-vermehrtes Historisch- und Geographisches Allgemeines Lexicon.

## Schriften
- Christliche Danck-Predigt auf das dritte Jubel-Jahr der höchst-schätzbarsten Buchdrucker-Kunst, gehalten 1740 in Basel. Christ, Basel ca. 1740.
- Die Lehren & Pflichten des Christlichen Glaubens in Heiligen Reden. Basel 1747.

## Belege
1. ↑  Ulrich Löffler: Lissabons Fall – Europas Schrecken: die Deutung des Erdbebens von Lissabon. Walter de Gruyter, Berlin/New York 1999, ISBN 3-11-015816-7, S. 505, Anm. 426
2. ↑  August Johann Buxtorf: Versuch einer Beschreibung historischer und natürlicher Merkwürdigkeiten der Landschaft Basel: Die Reise nach der Birs-Quelle, S. l. 1756, Titelblatt. Online

| Personendaten    | Personendaten                                         |
| ---------------- | ----------------------------------------------------- |
| NAME             | Buxtorf, August Johann                                |
| KURZBESCHREIBUNG | Schweizer reformierter Theologe, Historiker und Autor |
| GEBURTSDATUM     | 1696                                                  |
| STERBEDATUM      | 1765                                                  |